# Absolute Zero
Absolute Zero est un jeu vidéo de combat spatial développé par les studios Domark et édité par Eidos Interactive, sorti en 1996 en France sur PC et Macintosh.

## Accueil
- Computer Gaming World : 3,5/5[1]